# Ла Риоха (Испания)
 Тази статия е за административната единица в Испания.  За други значения вижте Ла Риоха.  
Ла Риоха (на испански: La Rioja) е автономна област и провинция, разположен в северна Испания. Граничи с автономните области Кастилия и Леон, Баска автономна област, Навара и Арагон. Столица и най-голям град в Ла Риоха е Логроньо, разположен на река Ебро. Други градове са Калаора, Арнедо, Алфаро, Аро, Санто Доминго де Калсадо, Ентрена и Нахера. Регионът е прочут с качествените си червени вина.

## Информация
1. ↑  www.ine.es